# Maurizio Costanzo
Pour les articles homonymes, voir Costanzo.
Maurizio Costanzo, né le 28 août 1938 à Rome où il meurt le 24 février 2023, est un journaliste, scénariste, acteur, réalisateur et présentateur (Maurizio Costanzo Show, 1982-2022) italien.

## Biographie
Maurizio Costanzo a commencé sa carrière professionnelle en 1956 en tant que journaliste au journal Paese Sera. Il a été, entre autres, directeur du magazine L'Occhio et, de 1978 à 1981, de La Domenica del Corriere. Il a travaillé comme auteur de radio (Canzoni e nucole) et comme écrivain de télévision à partir de 1962 (avec Cabaret delle 22 il a aidé à fonder la tradition italienne du talk-show ), organisé des festivals, écrit des paroles de chansons (Se telefonando (it) de Mina) et des pièces de théâtre (Il marito addittivo, Cielo, mio marito! et Vuoti a rendere) et a animé des spectacles. Le Maurizio Costanzo Show (it) a fait partie intégrante du paysage télévisuel italien de 1982 à 2009.
Le 14 mai 1993, l'animateur, qui menait publiquement une campagne anti-Mafia et s'était félicité de l'arrestation du parrain Salvatore "Toto" Riina, est victime de représailles mafieuses : il manque d'être tué par une bombe alors qu'il circulait avec sa compagne Maria De Filippi dans la rue Ruggero Fauro à Rome. 23 personnes sont blessées.
Il est l'auteur de 25 livres et a été directeur de la chaîne de télévision Canale 5 de 1997 à 1999.
Maurizio Costanzo est le père de la scénariste Camilla Costanzo et du réalisateur Saverio Costanzo.
Depuis 1995, il est marié à la présentatrice Maria De Filippi.
À partir de 2011, Maurizio Costanzo est professeur à l'Università degli Studi Niccolò Cusano.
Maurizio Costanzo est mort à Rome le 24 février 2023 à l'âge de 84 ans.

## Filmographie

### Comme scénariste
- 1968 : L'Affaire Vatican (A qualsiasi prezzo)
- 1969 : I quattro del pater noster
- 1970 : Cerca di capirmi
- 1971 : Riuscirà il cav. papà Ubu? (TV)
- 1976 : La Maison aux fenêtres qui rient (La Casa dalle finestre che ridono)
- 1976 : Culastrisce nobile veneziano de Flavio Mogherini
- 1976 : Portrait de province en rouge (Al piacere di rivederla)
- 1976 : La madama
- 1976 : Bordella
- 1977 : Tutti defunti... tranne i morti
- 1977 : Melodrammore
- 1977 : Kolossal - i magnifici Macisti
- 1977 : L'altra metà del cielo de Franco Rossi
- 1977 : Une journée particulière (Una Giornata particolare)
- 1978 : Jazz band (série TV)
- 1979 : L'Étrange Visite (Le strelle nel fosso)
- 1983 : Zeder
- 2004 : Madame (TV)
- 2005 : Troppo belli

### Comme acteur
- 1983 : 'F.F.S.S.', cioè:... che mi hai portato a fare sopra a Posillipo se non mi vuoi più bene? : l'homme au dîner
- 1985 : Orazio (série TV) : Orazio
- 1993 : Anni 90 - Parte II : le guide spirituel

### Comme réalisateur
- 1977 : Melodrammore (it)

## Radio
- depuis 2011 : Radio Manà Manà.

## Théâtre
- 2007 : Parlami di me.